# Kis cibetmacska
A kis cibetmacska, vagy más néven rassze (Viverricula indica) a cibetmacskafélék (Viverridae)  családjába, a Viverricula nembe tartozó ragadozó.

## Elterjedése
Banglades, Bhután, Kambodzsa, Kína középső és déli részén, India, Indonézia, Laosz, Malajzia, Mianmar, Nepál, Srí Lanka, Tajvan, Thaiföld és Vietnám területén honos. Állományai többnyire elég nagyok, de Nepál, Bhután, Banglades, Malajzia, valamint Jáva és Bali területén jelenléte bizonytalan. Korábban biztosan előfordult e területeken, de a jelen előfordulási adatok felméretlenek. Szintén kérdéses, hogy él e még Szumátra szigetén.
Betelepítették Madagaszkárra, ahol ma is elég nagy állományai vannak. Itt viszont kifejezetten káros faj a helyi ökoszisztémára nézve.
Betelepítették továbbá a Jemenhez tartozó Szokotra szigetére és a Tanzániához tartozó Zanzibárra is.

## Alfajai
- Viverricula indica indica
- Viverricula indica atchinensis
- Viverricula indica baliensis
- Viverricula indica baptistae
- Viverricula indica deserti
- Viverricula indica klossi
- Viverricula indica mayori
- Viverricula indica muriavensis
- Viverricula indica pallida
- Viverricula indica schlegelii
- Viverricula indica thai
- Viverricula indica wellsi

## Megjelenése
A Viverra nembe sorolt cibetmacskáktól való elkülönítő bélyegei a fogainak különbözősége, kisebb termete, a felállítható hátsörény hiánya és a hegyes pofatájék.
A kis cibetmacska kis állat, testtömege 2 és 5 kg között mozog testhossza 45–63 cm, a farok 30–43 cm. Szőrzete szürkésbarna, testén csíkszerűen találhatóak fekete pettyek. Pofája és lábai feketék.
Hét sötétbarna vagy fekete gyűrűje van a farkán.

## Életmódja
Éjjel aktív faj. Kevéssé benépesült területeken olykor nappal is lehet látni táplálékkeresés közben. Elsősorban talajlakó faj, de szükség esetén jól mászik fákra is. A párzási időszakon kívül magányosan élő, territorriális faj. Revírjét a végbéltájékon található mirigyének váladékával jelöli meg. Ezen anyag neve a cibet, melyről az egész család a nevét kapta.
Rovarokat, gyíkokat, rágcsálókat, kismadarakat, tojást, fagyökeret, gyakran gyümölcsöket fogyaszt.

## Szaporodása
Szaporodási szokásai csekély mértékben ismertek. A nőstény kettő-öt kölyköt ellik egy alkalommal. Kölykei számára odút ás. A fiatal egyedek négy-öt hónapos korukra érik el kifejlett nagyságukat.

## Természetvédelmi helyzete
Cibetváladéka miatt korábban intenzíven vadászott faj volt. Mára több helyütt is tartják Dél- és Délkelet-Ázsiában farmokon emiatt. A betelepítések is emiatt történtek. A cibetet a parfümipar használja illatfixáló hatása miatt. Mára szintetikus anyagokkal helyettesíthető a cibet, emiatt a faj tartása visszaszorult.
Habár egyes helyeken a kis cibetmacska jelenléte bizonytalan, összességében ma még gyakori fajnak tekinthető, amelyik nem számít veszélyeztetettnek.

## Fordítás
- Ez a szócikk részben vagy egészben  a   Kleine Indische Zibetkatze című német Wikipédia-szócikk fordításán alapul.  Az eredeti cikk szerkesztőit annak laptörténete sorolja fel. Ez a jelzés csupán a megfogalmazás eredetét és a szerzői jogokat jelzi, nem szolgál a cikkben szereplő információk forrásmegjelöléseként.